# Echiniscus virginicus
Echiniscus virginicus är en djurart som tillhör fylumet trögkrypare, och som beskrevs av Riggin 1962. Echiniscus virginicus ingår i släktet Echiniscus och familjen Echiniscidae. Inga underarter finns listade i Catalogue of Life.